# Besědy na evangelije
Besědy na evangelije je staroslověnský překlad díla Řehoře Velikého, jež je dnes v češtině známo jako Čtyřicet homilí na evangelia (v latinském originále Homilae xl in Evangelia), který vznikl ve 2. polovině 11. století v Sázavském klášteře, tedy epicentru staroslověnské kultury v přemyslovských Čechách. Překlad sehrál velkou úlohu v dějinách české literatury. Jde o nejrozsáhlejší staroslověnskou památku českého původu. Zároveň jde o vůbec nejrozsáhlejší text, který vznikl v přemyslovských Čechách do konce 11. století. Sázavský originál se nedochoval, text je znám jen z pozdějších ruských opisů, přičemž ten nejstarší pochází ze 13. století. Ač jsou v opisech rusifikační prvky, západoslovanský ráz byl uchován. Původní staroslověnský překlad byl zrekonstruován a znovu vydán roku 2007 v redakci Václava Konzala pod názvem Čtyřicet homilií Řehoře Velikého na evangelia v českocírkevněslovanském překladu. Sbírka Řehořových kázání patřila k nejčtenějším knihám středověku.